# Poseriner See
Der Poseriner See ist ein See im Süden  des Gemeindegebietes Neu Poserin im Landkreis Ludwigslust-Parchim in Mecklenburg-Vorpommern.
Der wenig gegliederte elliptische See ist ungefähr 1100 Meter lang und bis zu 550 Meter breit. Das Seeufer wird von einem schmalen Waldstreifen gesäumt. Am Westufer liegt der Ort Groß Poserin mit einer kleinen Badestelle. In der am Nordende des Sees liegenden Siedlung Neu Damerow befinden sich ein Jugendcamp und eine Naturbühne, auf welcher regelmäßig Veranstaltungen stattfinden.
Der Poseriner See bildete früher mit dem Damerower See ein zusammenhängendes Gewässer. Durch Wasserregulierungsmaßnahmen in der Mitte des 19. Jahrhunderts entstand zwischen beiden Seen eine Landbrücke, auf der sich heute der Neu Poseriner Ortsteil Neu Damerow, die Bundesstraße 192 und die Bahnstrecke Wismar–Karow befinden.

## Nachweise
1. ↑  Karte von Mecklenburg (Samuel Graf von Schmettau)